# Inspecteur de service
Pour plus de détails, voir Fiche technique et Distribution.
Inspecteur de service (Gideon's Day) est un film britannique réalisé par John Ford et sorti en 1958.

## Synopsis
Inspecteur principal à la brigade criminelle de Scotland Yard, George Gideon est bon mari et excellent père, mais son métier l'absorbe entièrement. Alors qu'il a promis à sa femme qu'il sera à l'heure pour le dîner et surtout pour assister au premier concert de sa fille Sally, il comprend très vite qu'il aura du mal à tenir sa promesse. Sa journée s'annonce mal lorsqu'il apprend notamment que l'un de ses meilleurs hommes, le sergent Kirby, est corrompu mais celui-ci est aussitôt écrasé par une voiture tandis qu'un vieux convoyeur s'est fait braquer. Il reçoit également une contravention d'un jeune officier de police impitoyable alors qu'un tueur de femmes, Arthur Sayer, est arrêté par un collègue de Gideon dans les toilettes d'un cinéma. Gideon s’aperçoit que le hold-up et le meurtre de Kirby sont liés et il se lance à la recherche de la maîtresse de Kirby. La journée s'annonce longue et épuisante pour Gideon.

## Fiche technique
- Titre français : Inspecteur de service
- Titre original : Gideon's Day
- Réalisation : John Ford
- Scénario : T.E.B. Clarke, d'après le roman du même nom de John Creasey
- Direction artistique : Ken Adam
- Photographie : Freddie Young, Charles Lawton Jr.
- Montage : Raymond Poulton
- Musique : Douglas Gamley
- Production : Michael Killanin
- Société de production : Columbia Pictures
- Société de distribution : Columbia Pictures
- Pays :  Royaume-Uni
- Langue : anglais
- Format : Couleur[1] - 35mm - 1,85:1 - son mono (RCA Sound Recording)
- Genre : Policier et comédie dramatique
- Durée : 91 minutes
- Dates de sortie :
  - Royaume-Uni : 25 mars 1958
  - France : 11 juin 1958

## Distribution
- Jack Hawkins (VF : Claude Péran) : Insp. George Gideon
- Dianne Foster : Joanna Delafield
- Cyril Cusack (VF : Jean Berton) : Herbert Sparrow dit « Birdie »
- Andrew Ray (VF : Michel François) : PC Simon Farnaby-Green
- James Hayter (VF : Marcel Painvin) : Robert Mason
- Ronald Howard (VF : Hubert Noël) : Paul Delafield
- Howard Marion-Crawford (VF : Serge Nadaud) : le chef de Scotland Yard
- Laurence Naismith (VF : Raymond Rognoni) : Arthur Sayer
- Derek Bond (VF : Claude Bertrand) : le sergent Eric Kirby
- Grizelda Harvey : Mrs. Kirby
- Frank Lawton (VF : Pierre Gay) : le sergent Frank Liggott
- Anna Lee (VF : Camille Fournier) : Kate Gideon
- John Loder (VF : Jean-Jacques Delbo) : Ponsford
- Doreen Madden : Miss Courtney
- Miles Malleson (VF : Paul Villé) : le juge
- Jack Watling (VF : Bernard Dhéran) : M. Small, le vicaire
- Marjorie Rhodes (VF : Marie Francey) : Rosie Saparelli
- John Le Mesurier (VF : Jean-Henri Chambois) : le procureur contre Bannister
- Robert Bruce (VF : Pierre Morin) : le défenseur de Bannister
- Nigel Fitzgerald (VF : André Valmy) : l'inspecteur Cameron
- Donal Donnelly : Feeney